# Helmut Holzapfel (Theologe)
Helmut Holzapfel (* 13. Dezember 1914 in München; † 3. Oktober 1984 in Würzburg) war ein römisch-katholischer Theologe, Geistlicher, Journalist und Autor.

## Leben
Helmut Holzapfel empfing die Priesterweihe 1938 in Würzburg. Von 1938 bis 1945 war er Kaplan, Kooperatoer und Pfarrverweser in Fladungen, Donnersdorf, Kürnach, Unterpreppach, Bad Kissingen und Zellingen. Holzapfel wurde 1941 in Würzburg mit einer Arbeit über die sittliche Wertung der körperlichen Arbeit im christlichen Altertum zum Dr. theol. promoviert.
Von 1945 bis 1951 war Holzapfel Domvikar in Würzburg. 1946 wurde er Chefredakteur des Würzburger katholischen Sonntagsblattes und blieb dies bis 1978. Von 1978 bis 1984 war er geistlicher Redakteur des Würzburger katholischen Sonntagsblattes. Von 1971 bis 1984 war er zudem Chefredakteur des bayerischen Klerusblattes. Von 1957 bis zu seinem Tod war er Schriftleiter und Redakteur von St. Ansgar. Jahrbuch des St. Ansgarius-Werkes, welches von den Ansgarwerken in Köln und München herausgegeben wurde. 
Holzapfel publizierte zahlreiche Aufsätze und Bücher.

## Wirken
Holzapfel galt als ein Pionier der deutsch-polnischen Aussöhnung. Bischof Ignacy Jeż berief ihn als Ehrendomherr in das Kapitel des neu gegründeten polnischen katholischen Bistums Koszalin-Kołobrzeg. Auch seine Schrift über Reinbern, Pommerns ersten Bischof in Kolberg, verstand er als einen Beitrag zur deutsch-polnischen Freundschaft.

## Ehrungen und Auszeichnungen
- Papst Paul VI. verlieh ihm auf Vorschlag der skandinavischen Bischöfe den Titel Monsignore (1963)
- Bayerischer Verdienstorden (1976)
- Ehrendomherr in Koszalin/Köslin (1977)
- Goldenes Ehrenkreuz des Caritas-Verbandes (1978)
- Verdienstkreuz am Bande des Verdienstordens der Bundesrepublik Deutschland (1982)[2]
- Ehrendomherr in Szczecin / Stettin (1983)

## Schriften
- Kirchliches und städtisches Leben in Fladungen v. d. Rhön bis zum Ende des 30-jährigen Krieges. Rita-Verlag und -Druckerei, Würzburg 1940.
- Die sittliche Wertung der körperlichen Arbeit im christlichen Altertum. Rita-Verlag und -Druckerei, Würzburg 1941.
- Unter nordischen Fahnen. Die Militärseelsorge der Jesuiten in den nordischen Ländern im 17. und 18. Jahrhundert. Bonifacius-Druckerei, Paderborn 1955.
- P. Ludwig Esch. Ein Leben für die Jugend. Echter, Würzburg 1963.
- Nordische Kirche unterm Kreuz. Echter, Würzburg 1963.
- Sonderflug AZ 1820. Das Bildbuch von der Pilgerreise des Papstes. Echter, Würzburg 1964.
- Tausend Jahre Kirche Polens. Echter, Würzburg 1966.
- Das katholische Polen heute. Don-Bosco-Verlag, München 1967.
- Das katholische Schulwesen in der Nordischen Mission. Zur Geschichte der norddt. Diaspora nach d. Glaubensspaltung. Bonifacius-Druckerei, Paderborn 1973, ISBN 3-87088-082-1.
- Liborius Wagner. Echter, Würzburg 1974; 3., erweiterte Aufl. 1981, ISBN 3-429-00361-X.
- Reinbern Pommerns erster Bischof. Echter, Würzburg 1975, ISBN 3-429-00427-6.
- Kirche zwischen Oder und Ostsee. Hart, Volkach 1978.
- Mit dem Papst durch Polen: Begegnungen im Glauben. Echter, Würzburg 1979, ISBN 3-429-00634-1.
- Polens kirke gennem 1000 ar. Katolsk Forlag, Kopenhagen 1980, ISBN 87-85213-16-0.
- mit Ignacy Jez: Reinbern, pierwszy biskup Pomorza. Koszalin 1980.
- mit Zygmunt Zielinski: Kościól między Odrą a Bałtykiem. Warminskie Wydawnictwo Diecezjalne, Olsztyn 1990.